# John Quincy Adams
John Quincy Adams (ur. 11 lipca 1767 w Braintree, zm. 23 lutego 1848 w Waszyngtonie) – amerykański prawnik, dyplomata i polityk; 6. prezydent USA (1825–1829).
Ambasador w kilku krajach europejskich, senator, sekretarz stanu, a także członek Izby Reprezentantów USA.

## Młodość

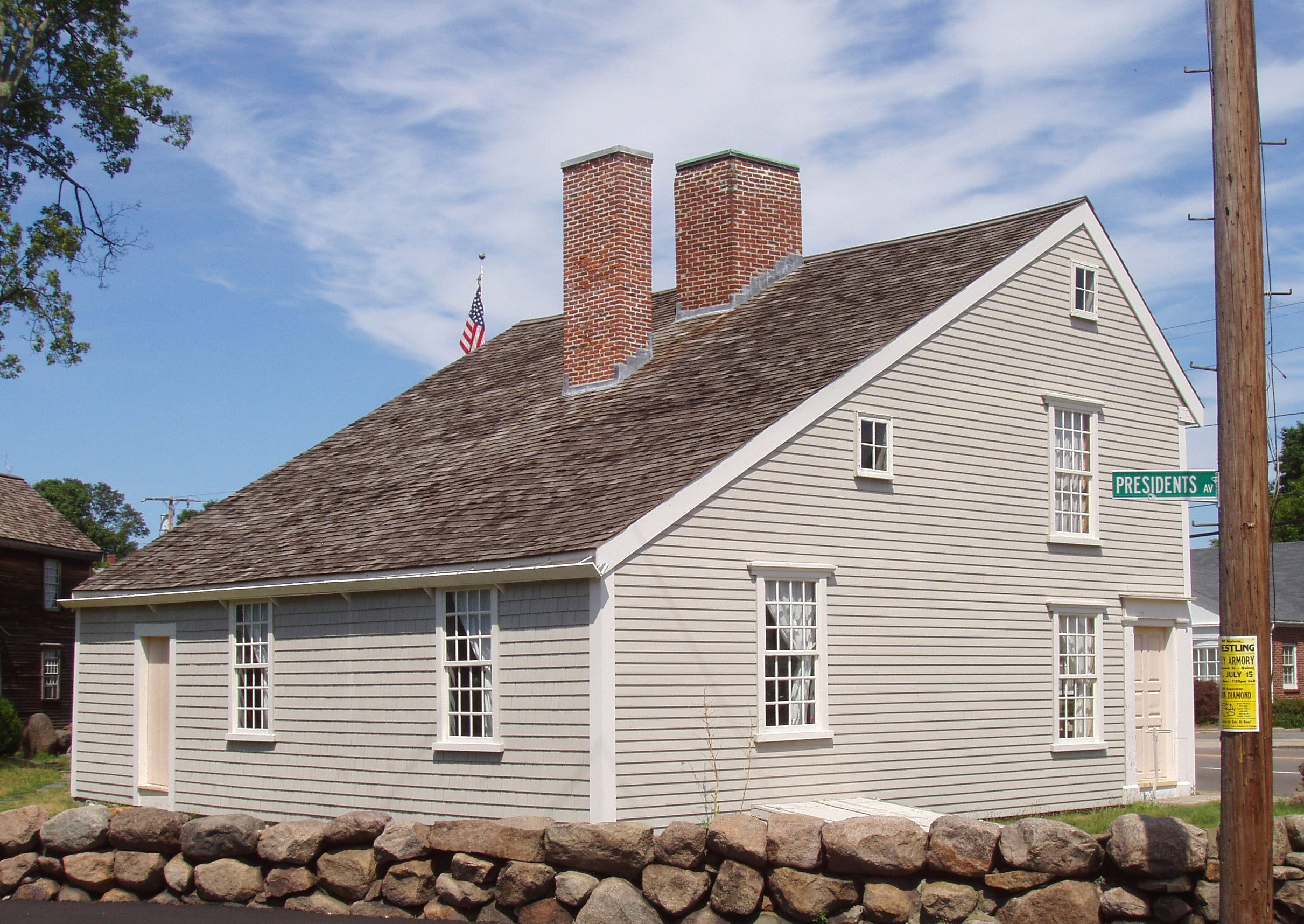
Miejsce narodzin 6. prezydenta USA

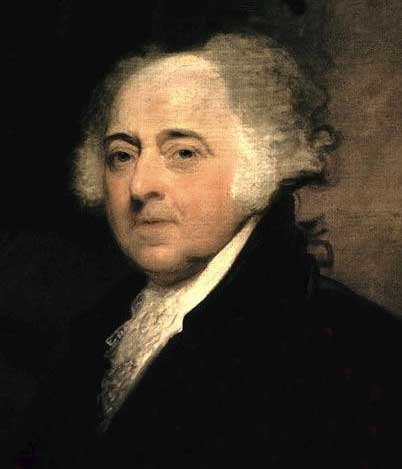
Jego ojciec John Adams również był prezydentem

John Quincy Adams urodził się 11 lipca 1767 w Braintree (obecnie Quincy), jako syn Johna i Abigail Adams. John Quincy był drugim dzieckiem państwa Adams. W wieku 14 lat porzucił szkołę i udał się do Petersburga, gdzie został sekretarzem posła amerykańskiego, Francisa Dany. Chcąc kontynuować naukę, po roku pobytu w Rosji, Adams udał się do Holandii, a zaraz potem do Paryża, gdzie był naocznym świadkiem podpisania traktatu kończącego amerykańską wojnę o niepodległość.
W 1785 roku Adams wrócił do Stanów Zjednoczonych, by ukończyć studia. Studiował prawo na Uniwersytecie Harvarda, które ukończył w dwa lata. Następnie podjął pracę prawniczą w Newburyport, a w 1790 zdał egzamin zawodowy i mógł rozpocząć samodzielną praktykę. Ponieważ ojciec zajmował wówczas stanowisko wiceprezydenta, młody Adams odmawiał przyjęcia państwowych posad, obawiając się zarzutów o nepotyzm.

## Początki w dyplomacji
Mimo wątpliwości Adams przyjął nominację od George’a Washingtona na posła amerykańskiego w Holandii. W 1794 wyjechał do Hagi, gdzie spędził 3 lata. Następnie prezydent Washington mianował go ministrem w Portugalii, lecz Adams nigdy nie objął tego stanowiska. Kiedy urząd prezydenta objął jego ojciec, John Quincy został mianowany ministrem pełnomocnym w Prusach. Jego sukcesem było m.in. wynegocjowanie układu o przyjaźni i handlu.

## Członek organów legislacyjnych
Po powrocie do kraju rozpoczął działalność prawniczą, jednak już rok później został wybrany stanowym senatorem w Massachusetts. Pomimo że oficjalnie był przedstawicielem Partii Federalistycznej, Adams często wchodził w konflikty z jej członkami i realizował własne zamierzenia, konfliktując się zarówno z macierzystym ugrupowaniem, jak i z Demokratycznymi Republikanami.
W latach 1803–1808 pełnił rolę senatora USA 1. klasy z Massachusetts. Po rezygnacji z mandatu (na skutek sporu z własnym ugrupowaniem), powrócił do zawodu prawnika i został wykładowcą na Harvardzie.

## Ambasador w Europie
Kiedy prezydentem został James Madison, mianował Adamsa ministrem pełnomocnym w Rosji. Po przybyciu do Moskwy, nawiązał poprawne stosunki z carem Aleksandrem I. W 1811 roku Madison zaproponował przyszłemu prezydentowi godność sędziego Sądu Najwyższego, jednak ten odmówił. Wkrótce potem prezydent odwołał Adamsa z placówki dyplomatycznej w Moskwie, by powierzyć mu funkcję negocjatora pokoju gandawskiego, kończącego wojnę USA z Wielką Brytanią. Po udanych rozmowach został on skierowany do Londynu, by negocjować układ o przyjaźni i handlu z Anglikami, a następnie objąć funkcję posła amerykańskiego w Londynie. Rolę tę pełnił w latach 1815–1817.

## Sekretarz stanu

Pieczęć Departamentu Stanu

W 1817 powrócił do Stanów, aby we wrześniu objąć stanowisko sekretarza stanu USA w gabinecie Jamesa Monroego.
Jednym z pierwszych wyzwań, jakie musiał podjąć Adams, był spór z Hiszpanią o zachodnią granicę USA. Nowy sekretarz stanu prowadził wówczas negocjacje z hiszpańskim posłem w Waszyngtonie, Louisem de Onisem. Adams chciał, by przebiegała ona na granicy stanu Teksas, natomiast Hiszpanie postulowali, by znaczyła ją rzeka Rio Grande lub Kolorado. Po nieudanej mediacji Anglii, 25 kwietnia 1818 Hiszpania uznała cesję Florydy, w zamian za ustępstwo w sprawie granicy oraz obietnicę nieingerencji w ruch wyzwoleńczy krajów latynoamerykańskich. W wyniku ataku Andrew Jacksona na Florydę rozmowy zostały zerwane, ale dzięki działaniom Adamsa (wystosował on m.in. list z żądaniem, by Hiszpania kontrolowała plemiona indiańskie na Florydzie lub oddała teren dobrowolnie) rozmowy zostały wznowione. Kolejnymi problemami w relacjach z Hiszpanią były propozycje unieważnienia nadania ziem na Florydzie, a także uznanie rewolucji w Ameryce Południowej. Rząd hiszpański stopniowo łagodził swoje żądania i wystosowywał coraz bardziej kompromisowe propozycje, jednak Adams konsekwentnie podtrzymywał swoje ekspansjonistyczne wymogi. Pakt pomiędzy sekretarzem stanu a posłem hiszpańskim został podpisany 22 lutego 1819 roku, w większości w formie wymaganej przez Stany Zjednoczone. Zakładał on, że granica USA będzie biec przez rzekę Sabine do 42. równoleżnika i stamtąd do Oceanu Spokojnego. Hiszpania wyrzekła się prawa do Oregonu, a także oddała Florydę Wschodnią, przy czym Stany Zjednoczone zajęły także Florydę Zachodnią. Układ wymagał jednak ratyfikacji obu krajów – Kongres USA uczynił to niemal natychmiast, jednak król Hiszpanii podpisał go dopiero w 1820 roku. Z powodu tak dużej zwłoki, powstał kolejny kryzys w relacjach pomiędzy oboma krajami. Ostatecznie układ został ponownie przedstawiony w Kongresie, gdzie został przegłosowany 19 lutego 1821, a jego ratyfikacja przez króla Ferdynanda VII odbyła się 24 października 1820.
Adams sprzeciwiał się jednak interwencji w Ameryce Południowej, nie chcąc narazić się mocarstwom europejskim i wplątać kraj w kolejny konflikt. Jednocześnie protestował przeciwko przekazaniu Kuby Wielkiej Brytanii, uważając to za działanie wrogie wobec Stanów Zjednoczonych. Był zmuszony także negocjować z Rosją, która w 1821 roku zablokowała całe zachodnie wybrzeże USA. W rzeczywistości car Aleksander I nie planował kolonizować tych terenów, jednak Adams uznał to za zagrożenie. Szybko zostały podjęte rozmowy pokojowe, które zakończyły się 17 kwietnia 1824, kiedy to podpisano porozumienie, według którego południowa granica terenów rosyjskich przebiegać miała około 54. równoleżnika. Jeszcze zanim rozpoczęły się rozmowy pomiędzy Rosją a Stanami Zjednoczonymi, John Quincy Adams, wystosował do posła amerykańskiego w Rosji, Henry’ego Middletona instrukcje, mówiące że USA nie będzie ingerować w konflikty mocarstw europejskich (licząc w tej kwestii na wzajemność), a także że kontynent amerykański nie może być obiektem dalszej kolonizacji Europy. Zawarte w liście tezy były podstawą do opracowania tzw. doktryny Monroego, której Adams był współautorem.

## Prezydentura

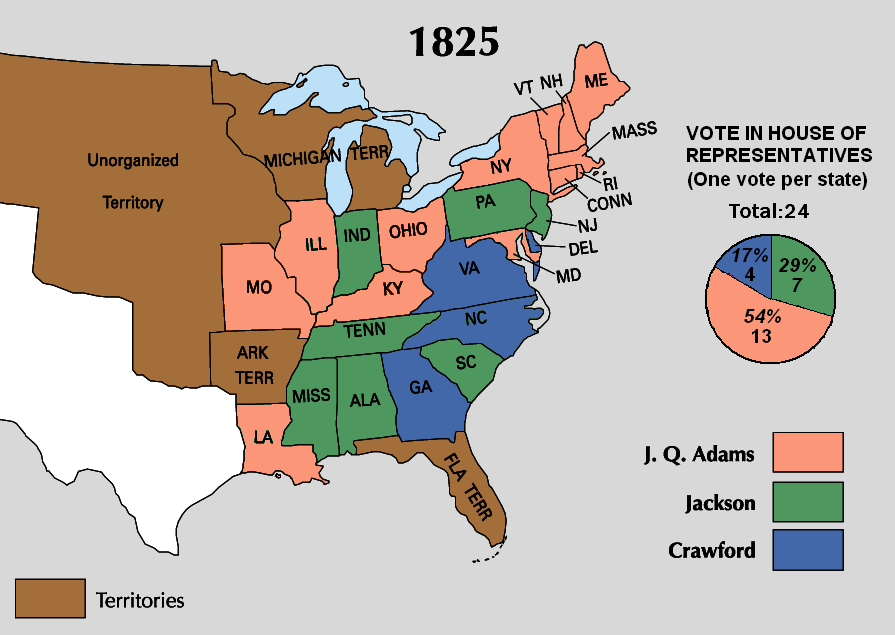
Stany zaznaczone na różowo poparły J.Q. Adamsa w Izbie Reprezentantów

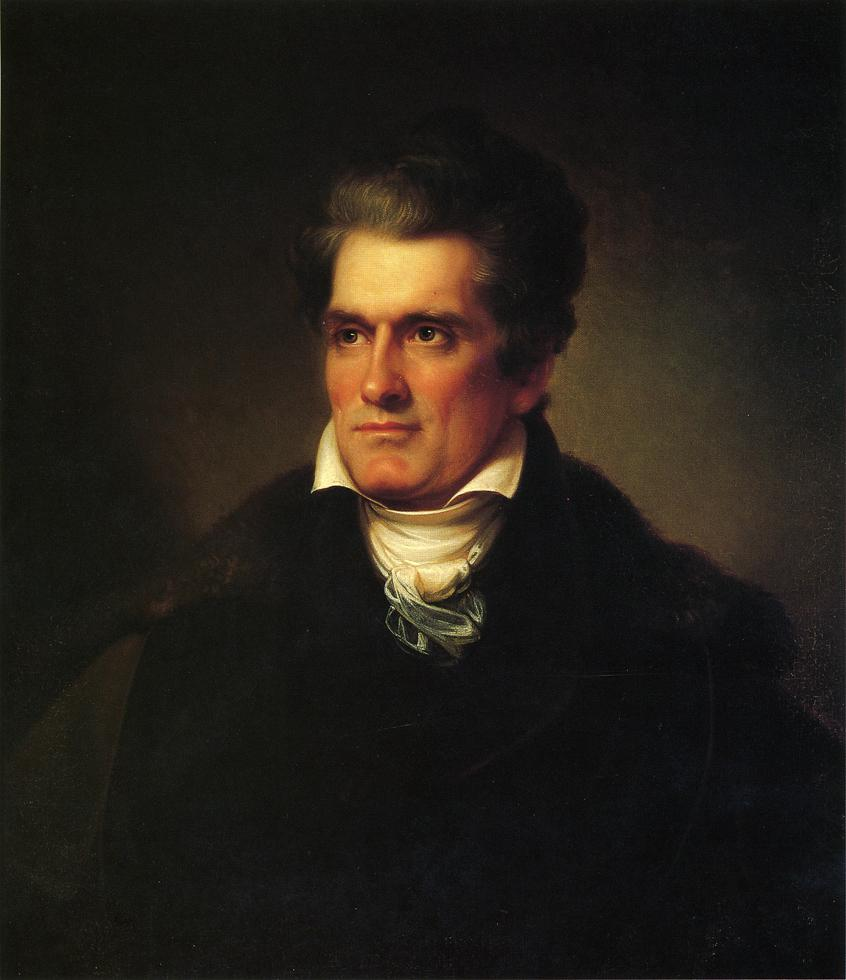
Wiceprezydentem w jego gabinecie był John C. Calhoun

Kiedy kończyła się kadencja Monroego, Partia Federalistyczna była na tyle słaba, że nie potrafiła wystawić zgodnie kandydata, natomiast Partia Demokratyczno-Republikańska była podzielona i ostatecznie wystawiła aż czterech: Johna Quincy’ego Adamsa, generała Andrew Jacksona (senatora z Tennessee), sekretarza skarbu Williama Crawforda oraz spikera Izby Reprezentantów Henry’ego Claya. W głosowaniu powszechnym zwyciężył Jackson, natomiast Adams zajął drugie miejsce. Wynik głosowania w Kolegium Elektorów pozostał nierozstrzygnięty, bowiem Jackson otrzymał 99 głosów (~38%), natomiast Adams – 84 głosy (~32%). Zgodnie z 12. poprawką do Konstytucji USA, gdy głosowanie w Kolegium nie jest rozstrzygające, prawo do wyboru prezydenta przechodzi na Izby Reprezentantów, tyle że głosuje się stanami. Początkowo głosowanie także nie przynosiło rezultatów, więc Henry Clay (polityczny rywal Adamsa) wycofał swoją kandydaturę i poparł sekretarza stanu. Dzięki temu Adams uzyskał głosy 13 z 24 stanów, przy 7 głosach dla Jacksona. Zdaniem historyków Clay zdecydował się poprzeć Adamsa, dzięki zawartemu pomiędzy nimi porozumieniu, na mocy którego przyszły prezydent miał powołać Claya na stanowisko sekretarza stanu w swojej administracji. Tak też się stało – gdy Adams objął urząd, mianował Claya sekretarzem stanu – na całą kadencję. Na urząd wiceprezydenta został obrany John C. Calhoun, który otrzymał 182 głosy elektorskie.
John Q. Adams został zaprzysiężony na urząd w południe 4 marca 1825 w jednej z sal Izby Reprezentantów. Zaprzysiężenia dokonał prezes Sądu Najwyższego John Marshall, dla którego była to siódma przysięga prezydencka.
Nowy prezydent, jako ekspansjonista, cieszył się, że do Unii dołączały kolejne stany, jednak jego celem było przede wszystkim skonsolidowanie tych, które już były zrzeszone i rozwinięcie ich pod względem gospodarczym. Pomimo opozycji Kongresu, Adamsowi udało się przeforsować ustawy zwiększające wydatki na budowy dróg, usprawnienie infrastruktury czy badania zasobów naturalnych. Dopilnował m.in. budowy kanałów pomiędzy rzeką Ohio a Chesapeake. Prezentował także postawę proindiańską i chciał, aby na zachodzie kraju wyznaczono specjalne strefy dla zamieszkania Indian, jednak pomysł ten spotkał się z dużym oporem w Kongresie i wniosek został odrzucony.
Jego proindiańska postawa i działania ponad interesami partyjnymi nie przysporzyły mu popularności, ani wśród polityków, ani wśród społeczeństwa amerykańskiego, dlatego kandydował w wyborach prezydenckich z ramienia Narodowej Partii Republikańskiej (frakcji wyłonionej z Partii Demokratyczno-Republikańskiej). Rywalem Adamsa był ponownie Andrew Jackson z Partii Demokratycznej. Jackson wystąpił z serią oskarżeń pod adresem Adamsa, głównie ze względu na jego domniemany układ z Henrym Clayem. Adams uważał, że nie powinien odpowiadać na zarzuty tego typu, co przyczyniło się do jego porażki, zarówno w wyborach powszechnych, jak i w Kolegium Elektorów, gdzie uzyskał 83 głosy, wobec 178 głosów Jacksona. Podobnie jak jego ojciec, Adams zbojkotował uroczystość zaprzysiężenia swojego następcy.

### Nominacje do Sądu Najwyższego
John Q. Adams nominował jednego sędziego Sądu Najwyższego Stanów Zjednoczonych:
- (20) Robert Trimble (16 czerwca 1826)

## Emerytura
Po opuszczeniu Białego Domu powrócił do rodzinnej posiadłości w Braintree. W 1830 roku został wybrany do Izby Reprezentantów. Do końca życia był jednym z najbardziej wpływowych jej członków. Sprzeciwiał się wówczas urzędującemu prezydentowi Jacksonowi, choć potrafił poprzeć jego inicjatywy, które uważał za słuszne. Konsekwentnie walczył o zniesienie niewolnictwa, dlatego też sprzeciwiał się aneksji Teksasu. Z jego inicjatywy powstał m.in. Smithsonian Institution, a pierwsze obserwatorium astronomiczne nazwane zostało później jego nazwiskiem – Mount Adams.
W 1834 bez powodzenia ubiegał się o urząd gubernatora Massachusetts, jako kandydat Partii Antymasońskiej.

## Śmierć

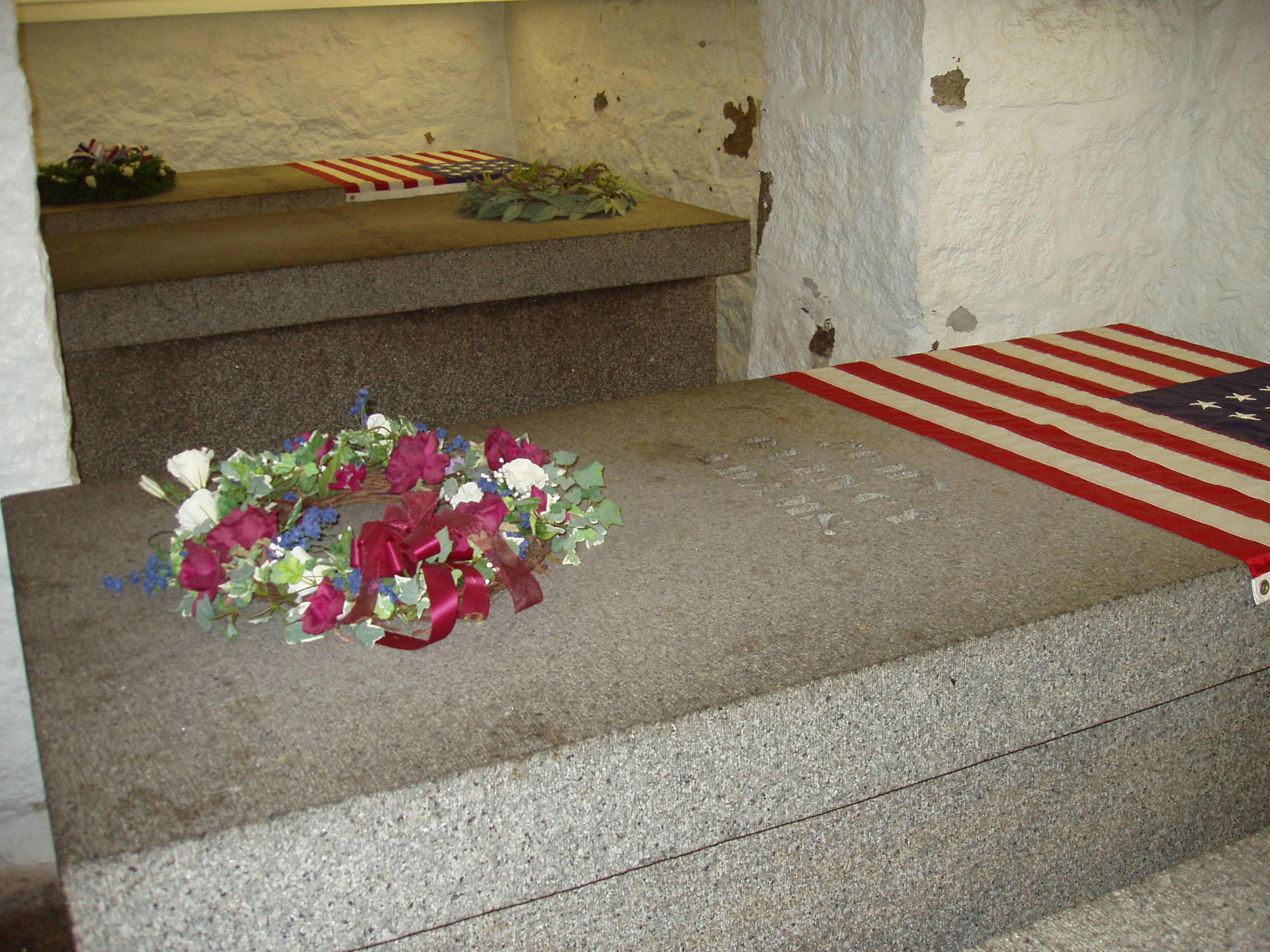
Miejsce spoczynku prezydentów Adamsów z żonami w Quincy

W 1846 roku Adams doznał wylewu krwi do mózgu, w wyniku czego został sparaliżowany. Cztery miesiące później jego stan zdrowia poprawił się, zatem były prezydent powrócił do prac w Izbie Reprezentantów. 21 lutego 1848, w trakcie obrad, ponownie doznał apopleksji i stracił przytomność. Został wówczas przeniesiony do pokoju spikera Izby, gdzie zmarł dwa dni później. Został pochowany w Quincy.

## Życie prywatne

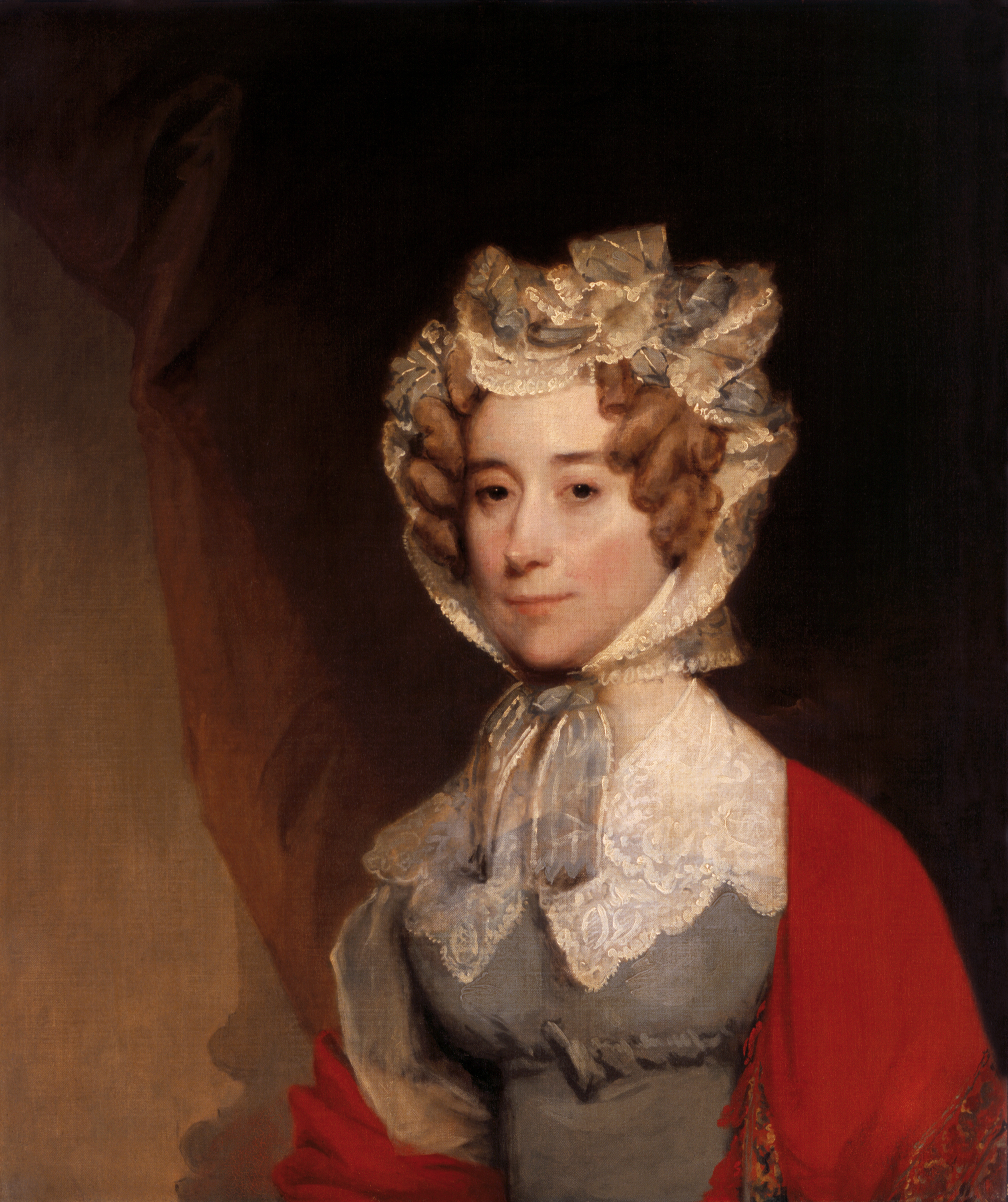
Louisa Adams – żona i synowa prezydentów

John Quincy Adams poznał swoją przyszłą żonę, córkę konsula amerykańskiego, Louisę Catherine Johnson w Londynie. Ich ślub odbył się 26 lipca 1797. Adamsowie mieli trzech synów i córkę, która zmarła rok po narodzinach.